# Valeriu Momanu
Valeriu Momanu (n. 20 noiembrie 1932) este un fost senator român în legislatura 1990-1992 ales în județul Neamț pe listele partidului FSN și în legislatura 1992-1996 ales în județul Neamț pe listele partidului FDSN.
Valeriu Momanu,  inginer  chimist, a debutat ca inginer stagiar  la Uzina de fire sintetice Săvinești, prima unitate de profil  din România. A avansat rapid ca șef de secție,  director tehnic, director  general și director  general al Centralei de Fire și Fibre Sintetice Săvinești care încorpora peste 10  mari întreprinderi din acest domeniu. 
În 1989, Valeriu Momanu a ocupat  și  demnitatea  de ministru adjunct în Ministerul Industriei Chimice în anii de  vârf ai acestei industrii în România. Valeriu Momanu a fost un conducător  cu  aplecare către oameni și problemele lor, încercând să-i ajute în măsura în care putea. Nu a fost atras  de politică  și acest  lucru i-a atras unele  probleme fiind adesea  subapreciat de organele de partid de atunci, în speță de secretarul cu probleme economice al județului Neamț, Mihai Roman.
Revoluția  din 1989 l-a prins în  funcția  de  ministru  adjunct la Ministerul Industriei Chimice. În 1990, Valeriu Momanu a fost ales senator din partea FSN. În legislatura 1990-1992, Valeriu Momanu a fost membru al grupurilor parlamentare de prietenie cu Republica Populară Chineză, Republica Turcia, Regatul Thailanda și Republica Italiană. În legislatura 1992-1996, Valeriu Momanu a fost membru FDSN până în iulie 1993 iar din iulie 1993 a fost membru PDSR. 
Valeriu Momanu  este căsătorit și are un fiu. În  prezent el este pensionar.